# Friedersdorf (Vierlinden)
Friedersdorf è una frazione del comune tedesco di Vierlinden, nel Land del Brandeburgo.

## Storia
La località venne fondata nel Duecento durante l'espansione verso est delle popolazioni germaniche. La prima attestazione in un documento scritto risale tuttavia al 1401.
Fu proprietà di diverse famiglie nobili, fra cui dal 1682 i Marwitz, che vi fecero costruire un imponente palazzo rendendo il paese una delle residenze più importanti della Marca di Brandeburgo.
Nel 1945, con la sconfitta della Germania nazista e l'inizio dell'occupazione sovietica, i Marwitz furono costretti a lasciare le loro proprietà, e il loro palazzo venne vandalizzato e successivamente demolito.
Il 26 ottobre 2003 il comune di Friedersdorf venne soppresso e fuso con i comuni di Diedersdorf, Marxdorf e Worin, formando il nuovo comune di Vierlinden.

## Monumenti e luoghi d'interesse
Chiesa (Dorfkirche)Edificio risalente al Duecento e modificato in forme barocche agli inizi del Settecento; l'interno barocco subì gravi danni durante la seconda guerra mondiale.